# Леззя
Ле́ззя (рос. Лезье) — село в Кіровському районі Ленінградської області, Росія.